# 2022-es kazahsztáni zavargások
A 2022-es kazahsztáni zavargások január 2-án kezdődtek, az autógáz (LPG) árplafonjának eltörlése és az árának hirtelen megemelkedése következményeként. A tiltakozások az ország délnyugati részén fekvő Zsangaözen városában kezdődtek, majd gyorsan átterjedtek máshova is, így a legnagyobb városra, Almatira és a fővárosra, Nur-Szultanra. A kormányzattal, és Nurszultan Nazarbajev korábbi elnökkel való általános elégedetlenség csak további feszültségeket keltett a tüntetőkben. Mivel Kazahsztánban nincsenek ellenzéki politikai csoportok, a zavargásokat közvetlenül a polgárok szervezték. Az erőszakos demonstrációkra válaszul Kaszim-Zsomart Tokajev elnök 2022. január 5-től rendkívüli állapotot hirdetett ki a Manggisztaui területen és Almatiban. Az Aszkar Mamin vezette kormány még azon a napon lemondott. Tokajev kérésére a Kollektív Biztonsági Szerződés Szervezete (KBSZSZ) – a posztszovjet államok katonai szövetsége, amely Örményországot, Fehéroroszországot, Kirgizisztánt, Oroszországot, Tádzsikisztánt és Kazahsztánt foglalja magában – beleegyezett, hogy katonai csapatokat telepítsen Kazahsztánba. Ennek hivatalosan a béke fenntartása a célja. A kazak rendőrség jelentése szerint több tucat lázítót likvidáltak. Nazarbajev volt elnököt eltávolították Kazahsztán Biztonsági Tanácsának elnöki tisztségéből.
Tokajev elnök később bejelentette, hogy az üzemanyag árát ismét literenként 50 tengére maximalizálták. Január 7-én tett nyilatkozata szerint a rend nagyjából helyreállt, valamint közölte azt is, hogy engedélyt adott a rendvédelmi erőknek az éles lőszer, valamint a figyelmeztetés nélküli tűzparancs alkalmazására a tüntetőkkel szemben, akiket „banditáknak és terroristáknak” minősített, és a „megsemmisítésükre” szólított fel.
Január 10-én a kormány nemzeti gyásznapot hirdetett a tüntetések során életüket vesztett rendőrök és katonák emlékére. Tokajev ugyanezen a napon puccskísérletnek nevezte a felkelést. Január 11-én Tokajev közölte, hogy a tüntetések véget értek, illetve, hogy a KBSZSZ csapatai 10 napon belül elhagyják az országot. Ugyanezen a napon beiktatták az új miniszterelnököt, Alikhan Szmailovot is.

## Háttér
Kazahsztán Közép-Ázsia egyik legeredményesebb gazdasági teljesítményű országa, ahol a gazdasági növekedés nagy százalékát a kőolajtermelés tette ki, amíg az olajárak a 2010-es évek közepén vissza nem estek. 2012-ben a Világgazdasági Fórum a korrupciót nevezte meg az ország üzleti tevékenységének legnagyobb problémájaként, míg a Világbank Kazahsztánt a legnagyobb korrupciós gócpontok közé sorolta, egy szinten Angolával, Bolíviával, Kenyával és Líbiával. A tüntetések fő színhelye Zsangaözen, az ország olajkitermelési központja, ahol korábban is előfordultak komoly tüntetések. A városban 2011-ben az ország függetlenségének 20. évfordulóján zavargás tört ki, amely a hivatalos adatok szerint 16 halálos áldozatot és 100 sérültet követelt. A kazak biztonsági erők tüzet nyitottak a jobb munkakörülményeket követelő tüntetőkre. Abban az időben a cseppfolyósított gáz ára 30-35 tenge körül volt, és azóta ez is emelkedett. A kiugrást a kazak kormány 2019 januárjában megkezdett, a gáz elektronikus piaci kereskedelmére való fokozatos átállási politikája okozta, amelynek célja az állami gáztámogatások fokozatos megszüntetése és helyette a piac számára az árak meghatározása.
2020 januárjában tüntetést tartottak Zsangaözenben, a város lakói az üzemanyag árának csökkentését követelték, amely ekkor 55-ről 65 KZT-re emelkedett. 2022 január elseje óta ez az ár majdnem kétszeresére, literenként 120 KZT-re (0,28 USD), azaz gallononként 1,06 amerikai dollárra emelkedett.
A tüntetések másik kiváltó oka a Nurszultan Nazarbajevvel szembeni elégedetlenség is. Nazarbajev volt Kazahsztán első elnöke a Szovjetunió felbomlásától egészen 2019-ig, amikor is önszántából lemondott, átadva a hatalmat Tokajevnek, bár ezután is jelentős befolyással bír. Nemzetközi megfigyelők – például az Egyesült Államok, az Európai Unió, vagy az ENSZ – Nazarbajev önkényuralma alatt egyetlen kazak választást sem ismertek el tisztességesnek. Nazarbajev a The Daily Telegraph jellemzése szerint tekintélyelvűséggel, nepotizmussal és az ellenzékiek ellehetetlenítésével irányította az országot. Lemondása után az ország Biztonsági Tanácsának elnökévé lépett elő, megbízása élethosszig szólt.

## A tüntetések idővonala

### Január 2.
2022. január 2-án reggel Zsangaözenben a tüntető tömegek útblokádot emeltek, és így tiltakoztak az energiaárak növekedése ellen. A vezetők felszólították a Manggisztaui terület, valamint a város akimjait (az akim egy terület vezetője, vagy egy város polgármestere), hogy tegyenek intézkedéseket az árak stabilizálása és az üzemanyaghiány megelőzése érdekében. A szóvivő azt tanácsolta a tömegnek, hogy írjanak panaszlevelet a városvezetésnek. Azonban eddigi panaszaikat a városvezetők rendszerint figyelmen kívül hagyták.

### Január 3.
Január 3-án Zsangaözen lakosainak százai gyűltek össze és táboroztak le a város főterén az éjszaka folyamán. Mivel délutánra további lakosok is csatlakoztak a tömeghez, a becslések szerint 1000 ember volt a téren, akik a helyi vezetők közvetlen választását követelték. A rendőrök, bár a tüntetés alatt a téren álltak, nem avatkoztak közbe. A régió és a város akimja, és a helyi gázfeldolgozó üzem igazgatója megpróbálta megnyugtatni a tüntetőket azzal, hogy a térre érkezve ígéretet tettek a gáz árának 85-90 tengére való csökkentésére, ami azonban nem nyerte el a tüntetők tetszését. Az igazgató, valamint beosztottjai a feldühödött tömeg miatt kénytelenek voltak elhagyni a teret.
Kaszim-Zsomart Tokajev elnök Twitter-bejegyzésében utasította a kormányt, hogy „a gazdasági és jogi szempontok figyelembevételével” mérlegelje a Manggisztaui területen kialakult krízist, egyúttal felszólította a tüntetőket, hogy ne zavarják meg a köznyugalmat, és arra figyelmeztetett, hogy a vélemény kinyilvánítása kizárólag a törvényekkel összhangban történhet. A manggisztaui helyzet kezelésére vizsgálóbizottság alakult Eralij Togjanov miniszterelnök-helyettes vezetésével.
Nur-Szultan, Aktöbe, és Almati városokban több letartóztatás is történt, más településeken a rendőri jelenlét fokozódott. Aktauban tüntetők egy csoportja jelent meg a városháza épülete előtti téren, ahol sátrakat és jurtákat állítottak fel. Estére a becslések szerint már 6000 tüntető volt a téren, akik a energiaárak csökkentését, valamint a kormány lemondását követelték. Hozzájuk csatlakoztak más támogatók is, a szomszédos régiókból és városokból Kazahsztán-szerte. Manggisztau akimja, Nurlan Nogajev meglátogatta az eseményt, és emlékeztette a tömeget, hogy a kormány már csökkentette a gáz árát, és hogy az ügyészség vizsgálatot indított a benzinkutak tulajdonosai ellen árösszejátszás gyanúja miatt.

### Január 4.
Január 4-én mintegy 1000 ember gyűlt össze Almati központjában. A rendőrség füstgránátokat és könnygázt vetett be a feloszlatásukra. Tokajev elnök rendeleteket írt alá, miszerint január 5-én helyi idő szerint 01:30-tól január 19-én helyi idő szerint 00:00-ig rendkívüli állapotot vezetnek be a Manggisztaui területen és Almatiban. Tokajev szerint a tüntetők minden jogos követelését figyelembe fogják venni. A vizsgálóbizottság a tüntetőkkel való találkozót követően megállapodott abban, hogy a propán-bután gáz árát literenként 50 tengére (0,11 USD) csökkentik.

### Január 5.
Január 5-én az Aszkar Mamin miniszterelnök által vezetett kormány bejelentette lemondását, amit Tokajev elfogadott. Ugyanezen a napon a Reuters tudósítója arról számolt be, hogy több ezer tüntető nyomul előre Almati városközpontja felé, miután a biztonsági erők nem tudták könnygázzal és füstgránátokkal szétoszlatni őket. Később Tokajev bejelentette, hogy Nurszultan Nazarbajev volt elnök lemondott Kazahsztán Biztonsági Tanácsának elnöki tisztségéről, ugyanakkor Tokajev maga veszi át ezt a tisztséget. Délután az országban teljes internetkimaradás volt, a mobilhálózatok sem működtek.
Almatiban a tömeg megostromolta, és felgyújtotta a városháza épületét. Az Almati nemzetközi repülőteret is elfoglalták a tüntetők, ezért szinte minden induló és érkező repülőjáratot töröltek. A kormány szerint a tömeg öt repülőgépet is elfoglalt. A reptér lerohanása során az azt védő két kazak katona meghalt. Az orosz állami média arról számolt be, hogy a tüntetők Tokajev elnök otthonát is megtámadták géppuskákkal és kézigránátokkal, így az részben megsemmisült. Emellett a kormánypárt, a Nur Otan központi irodáit is felgyújtották. Taldıqorğan városában Nurszultan Nazarbajev szobrát ledöntötték, és összetörték.
Késő délután Tokajev elnök országos rendkívüli állapotot hirdetett 2022. január 19-ig. Ennek értelmében 23:00-tól 07:00 óráig kijárási tilalmat vezetett be, és megtiltott minden tömegrendezvényt és összejövetelt. Egy televíziós beszédében az elnök a tüntetőkkel szembeni kemény fellépéssel fenyegetőzött, kijelentve, hogy „a lehető legkeményebben fog ellenük fellépni,” és kijelentette, hogy nem áll szándékában elhagyni az országot.

### Január 6.
Ezen a napon több száz tüntető, és legalább 12 rendőr meghalt. Almatiban a tömegek megrohamoztak és felgyújtottak több közigazgatási épületet, valamint fosztogatások is történtek. A belügyminisztérium szerint 2298 embert tartóztattak le a zavargások során, míg egy rendőrségi szóvivő a Khabar 24 állami hírcsatornának azt mondta, hogy a rendőrség „több tucat támadót likvidált.” Január 6-án reggel 3000 orosz ejtőernyős katona érkezett Kazahsztánba, miután Tokajev segítséget kért a Kollektív Biztonsági Szerződés Szervezetétől. Örményország, Fehéroroszország, Kirgizisztán és Tádzsikisztán is küldött csapatokat.

### Január 7.
Január 7-én Tokajev közölte, hogy 6 hónapra befagyasztották az üzemanyag literenkénti 50 KZT árát. Oroszország több mint 70 repülőgépnyi katonát küldött Kazahsztánba, a rend, helyreállítására. Az Almati repülőteret visszafoglalták. Több orosz forrás szerint Nurszultan Nazarbajev teljes családjával együtt elhagyta az országot, egyelőre nem ismert, hogy hová ment. Muktar Abljazov, a Demokratikus Választás párt vezetője Franciaországban interjút adott a Reutersnek, melyben magát az ellenzék vezetőjének nevezte, illetve kijelentette, hogy a Nyugatnak nem szabadna hagynia, hogy Kazahsztán Moszkva gyarmatává váljon, és hogy Vlagyimir Putyin Tokajev elnökkel karöltve a Szovjetunióhoz hasonló rendszert szeretne kiépíteni.
Zsangaözen városában a nap végén békés tüntetést tartottak, amin a tiltakozók az elnök és a kormány távozását, illetve az 1993-as alkotmány visszaállítását követelték. A kormány hivatalos jelentése szerint ezen a napon további hét rendőrtiszt vesztette életét, mind Almati városában. Továbbá egy munkába igyekvő, 22 éves izraeli állampolgárt is lelőttek. Az izraeli külügyminisztérium közlése szerint a férfi évek óta Kazahsztánban élt, és családja szerint a zavargásokban nem vett részt.

### Január 8.
Január 8-án a kazak Nemzetbiztonsági Bizottság jelentette, hogy letartóztatták korábbi vezetőjüket, Karim Maszimov volt miniszterelnököt, hazaárulás vádjával. Maszimov mellett több más tisztségviselőt is őrizetbe vettek, de a bizottság őket nem nevezte meg, és egyéb részletet sem árult el az ügyről.
A kazak Belügyminisztérium közlése szerint több mint 4400 embert vettek őrizetbe, és legalább 40-en haltak meg a tüntetések következtében ezidáig.

### Január 9.
Január 9-én a belügyminisztérium közölte, hogy a tüntetések által okozott kár mintegy 175 millió euróra tehető, hozzátéve, hogy több mint 100 üzletet és bankot támadtak meg és fosztottak ki, és mintegy 400 járművet semmisítettek meg. A minisztérium megerősítette, hogy több mint 160 ember meghalt, emellett 2200 ember szorult ellátásra a tüntetések során szerzett sérülések miatt, és mintegy 1300 rendőrtiszt sérült meg. A kazak elnöki hivatal szerint összesen 5800 embert vettek őrizetbe. Az egészségügyi minisztérium szerint összesen 164 ember, köztük két gyermek halt meg, ebből 103 Almatiban. A belügyminiszter sajtótájékoztatót is tartott, melyen kijelentette, hogy a terrorellenes hadművelet folytatódik, hogy a rend ismét helyreálljon.

### Január 10.
A kazak belügyminisztérium január 10-i jelentése szerint országszerte 7939 embert vettek összesen őrizetbe. A Nemzetbiztonsági Bizottság, Kazahsztán kémelhárítási és terrorizmusellenes ügynöksége azt közölte, hogy a helyzet az országban immár "stabilizálódott és kontroll alatt van." Kaszim-Zsomart Tokajev az eddig történteket külföldről érkezett provokációnak, puccskísérletnek minősítette.
Az internethálózat ötnapnyi szünet után ismét hozzáférhetővé vált Almatiban.

## Erőszak
Az almati hatóságok arról számoltak be, hogy a tüntetések következtében több mint 400 üzletben keletkezett kár, és 200 embert letartóztattak. A rendőrség Atyrau városában tüzet nyitott a tüntetőkre, legalább egy ember halálát okozva. A kormány január 5-én arról számolt be, hogy a rendfenntartó erők nyolc tagja meghalt, 317 pedig megsebesült. A francia AFP hírügynökség által közölt jelentés szerint több tucat tüntető vesztette életét, míg az orosz TASZSZ hírügynökség videofelvételeket sugárzott az almatii főtér közelében lezajlott heves tűzharcról. Január 6-án egy rajtaütés során több tucat tüntető vesztette életét, míg a biztonsági erők halálos áldozatainak száma 18-ra emelkedett. A biztonságiak közül kettőt lefejezve találtak meg.
Január 7-én Tokajev elnök kiadta a tűzparancsot a tüntetőkre, figyelmeztetés nélkül.

## Elemzések
Dosym Satpayev, egy kazak politikai elemző azt mondta, hogy a kazak kormány főként erőszakot fog használni a tüntetések elfojtására: „A hatóságok mindent megtesznek, hogy megnyugtassák a kedélyeket, ígéretek és fenyegetések keverékével, de eddig ez nem sikerült. (…) Meg fogják próbálni, hogy úgy tűnjön, hogy van dialógus, de a kormány erőszakkal fog válaszolni, mert nincs más eszköze.” Arkady Dubnov azt írta, hogy a tüntetések kellemetlenek az orosz kormánynak is: „Kétségtelen, hogy a Kreml nem szeretne példát látni arra, hogy egy ilyen rezsim beszélni kezdjen az ellenzékkel, és engedjen a követeléseiknek.
”
Eugene Chausovsky (Foreign Policy) azt írta, hogy „Tokajev úgy érezte, hogy szüksége van a CSTO segítségére a stratégiai helyszínek és létesítmények, köztük a kormányzati épületek és a repülőterek biztosításához olyan kulcsfontosságú városokban, mint Almati, míg a kazak biztonsági erők a tüntetők közvetlen kezelésére összpontosíthatnak.”
Miután Tokajev 2022. január 7-én elrendelte, hogy éles lőszereket használjanak a tüntetők ellen, illetve, hogy a „banditákat és a terroristákat megsemmisítsék,” Joanna Lillis (Eurasianet) a terminológiát és a döntést Vlagyimir Putyinhoz hasonlította. Lillis úgy érezte, hogy ez nagyon eltávolodott Tokajev korábbi ígéreteitől, hogy liberalizálja a politikai helyzetet és konzultál a civil társadalommal.
Hans-Henning Schröder (Deutsche Welle) azt írta, hogy „Oroszország minden nagyobb szomszédjánál volt zavargás. Ha én lennék a Kreml, kezdenék aggódni, vajon Oroszország lesz-e a következő.”

## Reakciók

### Nemzeti
Mukhtar Ablyazov, a Kazahsztán Demokratikus Választása vezetője Franciaországból azt mondta a Reutersnek 2022. január 7-én, hogy „Magamat látom az ellenzék vezetőjeként.” Emellett azt is mondta, hogy a Nyugatnak ki kell vonnia Kazahsztánt az orosz befolyás alól, hogy megakadályozza, hogy Vlagyimir Putyin az országot egy „Szovjetunióhoz hasonló rendszertbe” építse be.

### Nemzetközi

#### Országok
- Afganisztán – Fazilrábi Záin, Afganisztán Külügyminisztériumának szóvivője kiadott egy közleményt azt írva, hogy a kormány „figyelemmel követi a kazahsztáni helyzetet és, mint egy közeli szomszéd és gazdasági partnerállam, aggódik a zavargások miatt.” Ezek mellett a minisztérium „felszólította mind a kormányt és a tüntetőket, hogy a helyzetet tárgyalásokon oldják meg és visszatérjenek a békéhez és az ország stabilitásához.”[72]
- Kanada – A kanadai külügyminiszter kiadott egy közleményt, azt mondva, hogy „figyelemmel követi a helyzetet” és felszólította mindkét oldalt, hogy oldják meg a helyzetet „gyorsan és békésen.”[73]
- Kína – Kína Külügyminisztériumának szóvivője kifejezte, hogy Kína és Kazahsztán baráti kapcsolatban vannak és stratégiai partnerek, illetve, hogy „reménykedik a közrend gyors visszaállításában” és, hogy „bízik a kazak hatóságokban, hogy megfelelően megoldják a problémát.”[74] Január 7-én Hszi Csin-ping kínai elnök azt mondta, hogy „Kína ellenez olyan külső erőket, amelyek tudatosan zavargásokat keltenek Kazahsztánban.”[75]
- Egyesült Királyság – Liz Truss külügyminiszter elítélte az erőszakot és azt mondta, hogy a brit kormány együtt fog működni szövetségeseivel.[76]
- Törökország – Recep Tayyip Erdoğan azt mondta Tokajev elnöknek egy telefonhívásban, hogy Törökország Kazahsztánnal áll.[77]

#### Szervezetek
- Európai Unió – 2022. január 5-én az Európai Unió kiadott egy közleményt: „Felhívunk mindenkit, hogy felelősséggel cselekedjen és tartsák vissza magukat olyan cselekedetektől, amelyek az erőszak eszkalálódásához vezetnének. Ugyan elismerjük a jogot a békés tüntetéshez, az Európai Unió elvárja azt, hogy erőszakmentesek maradjanak és elkerüljék az erőszak ösztönzését.”
- Türk Államok Szervezete – a TÁSZ kiadott egy közleményt: „megbízunk a kazak hatóságokban, hogy békésen megoldják a helyzetet és visszaállítsák a békét.”[78]
- ENSZ – 2022. január 6-án az ENSZ Emberjogi biztosa, Michelle Bachelet felszólította mindkét oldalt, hogy tartsák magukat az erőszaktól és próbáljanak békés megoldást találni a napokig tartó tüntetések után. Egy közleményben a következőt mondta: „az embereknek van joga békés tüntetéshez és a szólásszabadsághoz. Ugyanakkor, akármennyire is mérgesek vagy megbántottak, nem szabad erőszakhoz folyamodniuk.”[79][80]
- NATO – 2022. január 7-én Javier Colomina a következőt mondta a Twitteren: „A NATO osztja a komoly aggodalmat a kazahsztáni helyzettel kapcsolatban, főleg a veszteségekkel kapcsolatos jelentésekről. Felszólítjuk mindkét oldalt, hogy gyakoroljanak önuralmat, tartsák vissza magukat az erőszaktól és folytassanak dialógust. A hatóságoknak tisztelniük kell a nemzetközi emberi jogokat, amelyhez tartozik a békés tüntetéshez való jog.”[81][82]

..    -->

## Fordítás
Ez a szócikk részben vagy egészben  a(z)   2022 Kazakh protests című angol Wikipédia-szócikk ezen változatának fordításán alapul.  Az eredeti cikk szerkesztőit annak laptörténete sorolja fel. Ez a jelzés csupán a megfogalmazás eredetét és a szerzői jogokat jelzi, nem szolgál a cikkben szereplő információk forrásmegjelöléseként.